# Par Sīāh
Par Sīāh (persiska: Par Sīāh-e ‘Olyā, پر سیاه) är en ort i Iran.   Den ligger i provinsen Khuzestan, i den centrala delen av landet, 400 km söder om huvudstaden Teheran. Par Sīāh ligger 512 meter över havet och antalet invånare är 197.
Terrängen runt Par Sīāh är huvudsakligen kuperad, men den allra närmaste omgivningen är platt.Runt Par Sīāh är det ganska tätbefolkat, med 56 invånare per kvadratkilometer. Närmaste större samhälle är Kal Chenār, 14,2 km nordost om Par Sīāh. Omgivningarna runt Par Sīāh är i huvudsak ett öppet busklandskap.